# Milad Salem
Milad Salem (persisch میلاد سالم, * 3. März 1988 in Kabul) ist ein ehemaliger deutsch-afghanischer Fußballspieler.

## Karriere

### Verein
Salem spielte im Nachwuchsbereich beim Leher TS, später bei den Kickers Offenbach und Eintracht Frankfurt. 2005/06 war der Stürmer mit elf Saisontoren bester Torschütze der Eintracht-A-Jugend in der U-19-Bundesliga, die Mannschaft stieg am Saisonende dennoch auf dem drittletzten Tabellenrang liegend aus der höchsten deutschen Jugendliga ab. Von 2007 bis 2009 war er für die zweite Mannschaft der Frankfurter Eintracht aktiv, dabei gelang 2008 als Tabellenvierter der Oberliga Hessen die Qualifikation für die Regionalliga Süd. Bereits während der Oberligaspielzeit nur Ergänzungsspieler, kam er in der Regionalliga nur zu vier Teileinsätzen und verließ am Saisonende die Frankfurter Eintracht. Salem wechselte zurück in die hessische Oberliga zu Germania Ober-Roden, die trotz seiner zehn Saisontore am Saisonende den Klassenerhalt verpasste. Im Sommer 2010 wechselte er zum SV Wehen Wiesbaden. Ursprünglich für die zweite Mannschaft in der Regionalliga Süd eingeplant, konnte er sich nach guten Leistungen für die erste Mannschaft, die in der 3. Liga spielte, empfehlen. Am 1. Juli 2012 ging er ablösefrei zur SV 07 Elversberg in die Regionalliga Südwest. Er unterschrieb einen Zweijahresvertrag bis zum 30. Juni 2014. Sein Debüt im Trikot der Elversberger absolvierte der Mittelfeldspieler am 4. August 2012 (1. Spieltag) beim 2:1-Sieg gegen den SC Idar-Oberstein. Salem kam in insgesamt 27 Partien zum Einsatz und erzielte ein Saisontor – am 27. März 2013 traf er beim 2:0-Sieg gegen die SG Sonnenhof Großaspach. Mit Elversberg schaffte er den Aufstieg in die 3. Liga, nachdem man den zweiten Platz in der Regionalliga erreichte und insgesamt mit 4:3 gegen den TSV 1860 München II in den Aufstiegsspielen gewann. Nach nur einem Jahr stieg die SVE, trotz fünf Toren und acht Vorlagen von Salem in 35 Partien, wieder in die Regionalliga ab. Durch seine guten Leistungen empfahl sich Salem und wechselte zum 1. Juli 2014 innerhalb der 3. Liga zum VfL Osnabrück. Dort unterschrieb er einen Vertrag über zwei Jahre bis zum 30. Juni 2016. Aufgrund von Knieproblemen in der Rückrunde konnte er nur 15 Partien bestreiten. Am 18. Mai 2015 wurde bekannt, dass sein Vertrag in beiderseitigem Einvernehmen vorzeitig zum 30. Juni 2015 aufgelöst wird. Zur Saison 2015/16 unterschrieb Salem einen Vertrag über zwei Jahre bei Holstein Kiel, die ihn schon im Vorjahr verpflichten wollten. Er unterschrieb einen Zwei-Jahres-Vertrag bis zum 30. Juni 2017. Bereits Mitte Juli 2015 riss er sich das vordere Kreuzband und fiel mehrere Monate aus. Nachdem er bereits dreimal in der Reservemannschaft gespielt hatte, absolvierte er am 30. April 2016 beim 1:0-Sieg gegen VfB Stuttgart II sein erstes Spiel für die erste Mannschaft Kiels. Am 1. Spieltag der Saison 2016/17 zog er sich einen Meniskusriss zu und fiel bis Oktober aus. Nach seinem Comeback folgten bis zur Winterpause acht weitere Spiele, wo er ein Tor erzielen konnte. In der Winterpause der Saison 2016/17 wechselte er innerhalb der Liga zurück in seine hessische Heimat zum FSV Frankfurt. Mit den Bornheimern verpasste Salem jedoch den Klassenerhalt und schloss sich daraufhin erneut der SV Elversberg in der Regionalliga Südwest an. An der Kaiserlinde unterzeichnete Salem zwar einen bis zum 30. Juni 2019 dotierten Vertrag, verließ den Verein jedoch bereits im Sommer 2018. Nachdem er eine komplette Saison ohne Verein war verpflichtete ihn im Sommer 2019 Oberligist Eintracht Trier. Doch schon ein Jahr später wechselte Salem weiter zum FC Gießen in die Regionalliga Südwest. Im Sommer 2021 unterschrieb er dann einen Vertrag beim SV Pars Neu-Isenburg in der sechstklassigen Verbandsliga Hessen und beendete nach dieser Spielzeit seine aktive Karriere.

### Nationalmannschaft
Für das Länderspiel gegen Tadschikistan am 13. November 2016 wurde Salem vom Nationaltrainer Petar Šegrt für die afghanische Nationalmannschaft nominiert. Dies war, entgegen anderen Statistiken, die ihn mit drei Einsätzen für Afghanistan führen, seine erste Nominierung für die Nationalmannschaft. Die drei Einsätze beim AFC Challenge Cup 2008 absolvierte ein Spieler namens Mohammad Salem Nahemi. Gegen Tadschikistan debütierte Salem schlussendlich und es folgten bis zum März 2018 drei weitere Einsätze.

## Erfolge
SV 07 Elversberg
- Aufstieg in die 3. Liga: 2013